# RAVeL

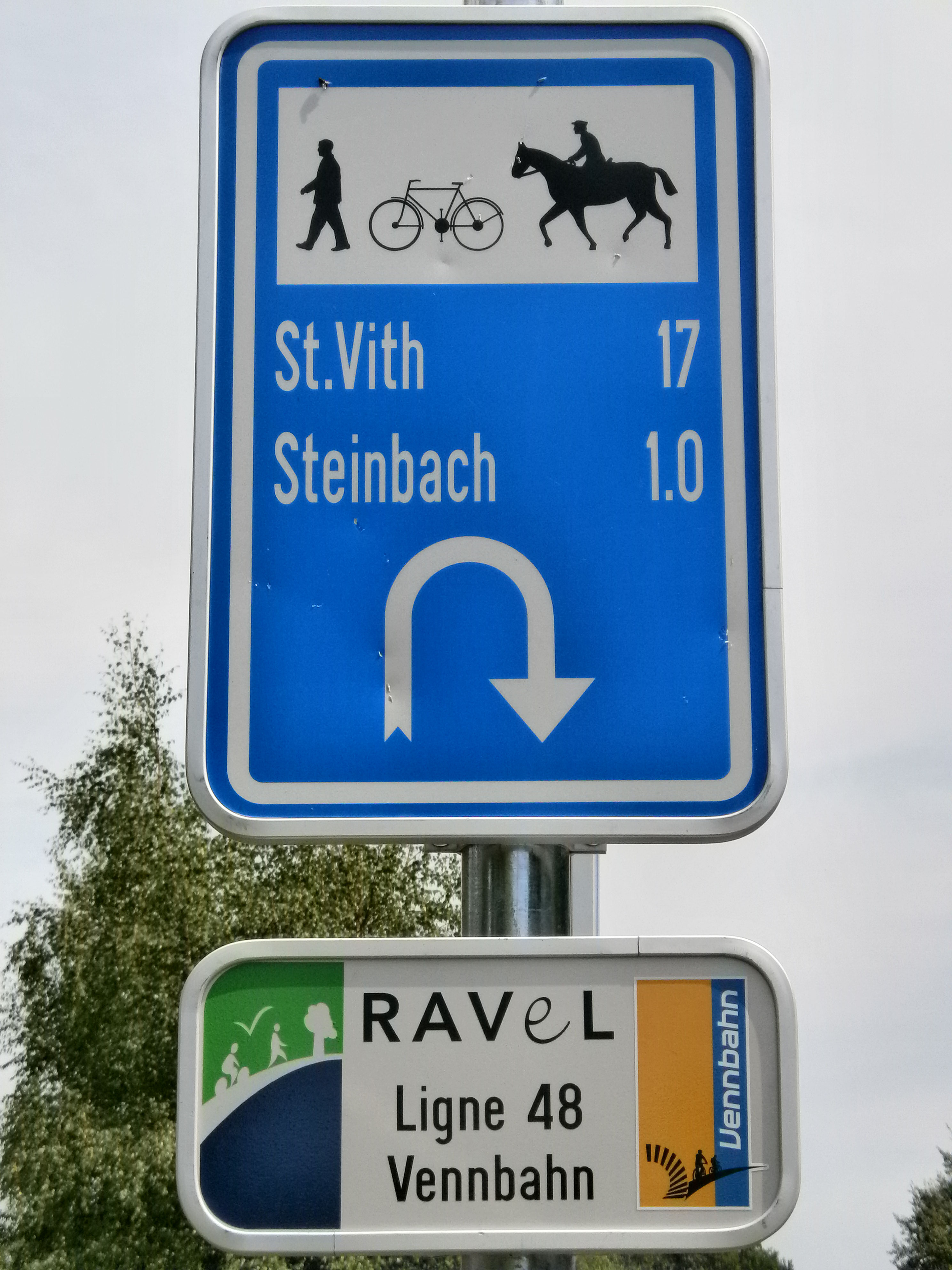

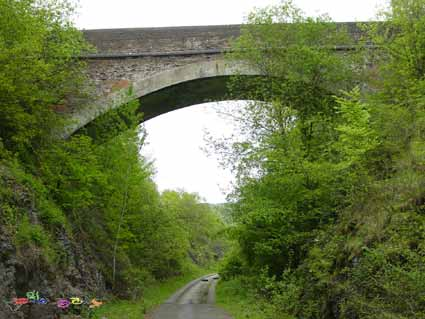
Brug over de RAVeL, in dit geval een voormalige spoorlijn, tussen Jemelle en Rochefort

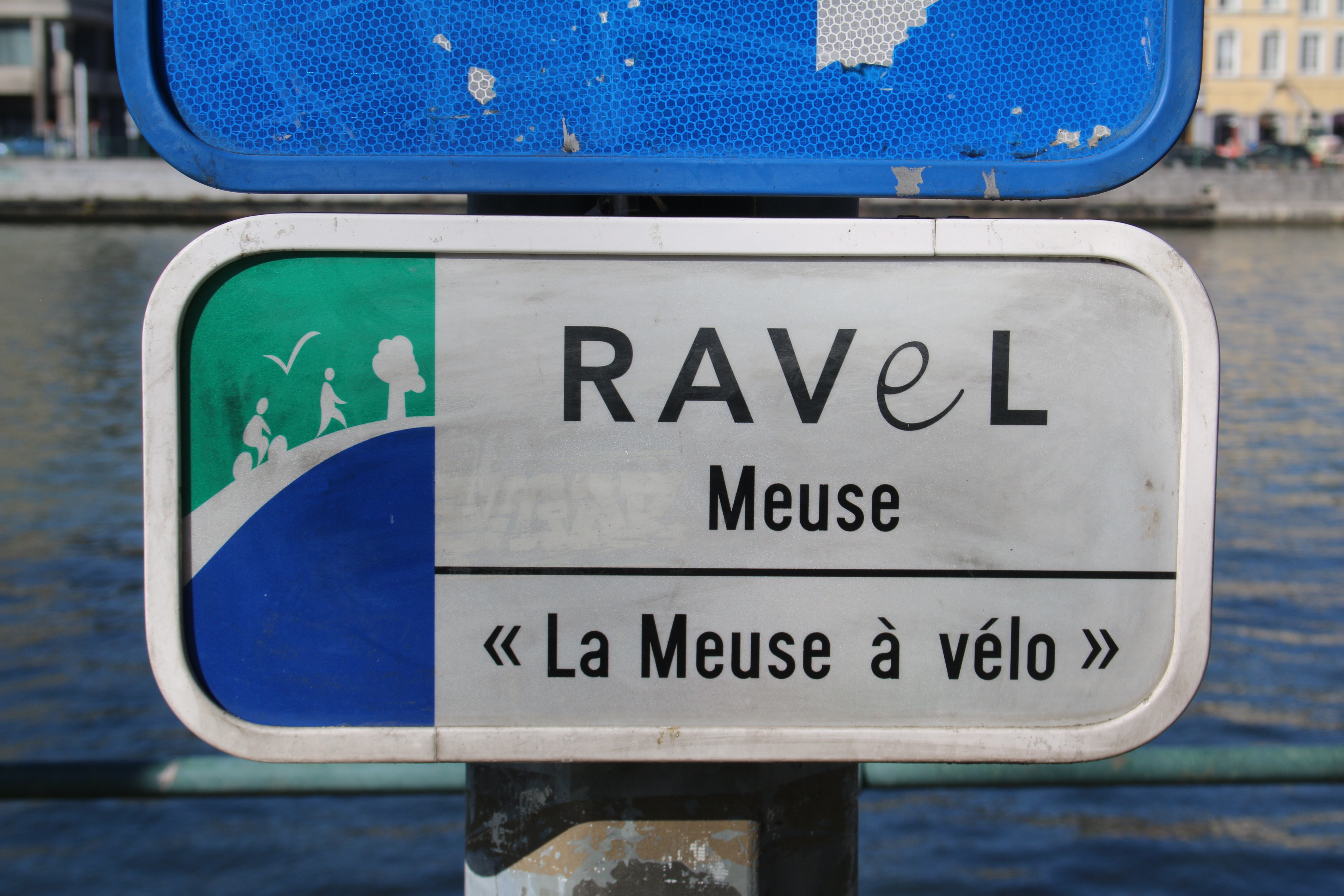
RAVeL in Luik

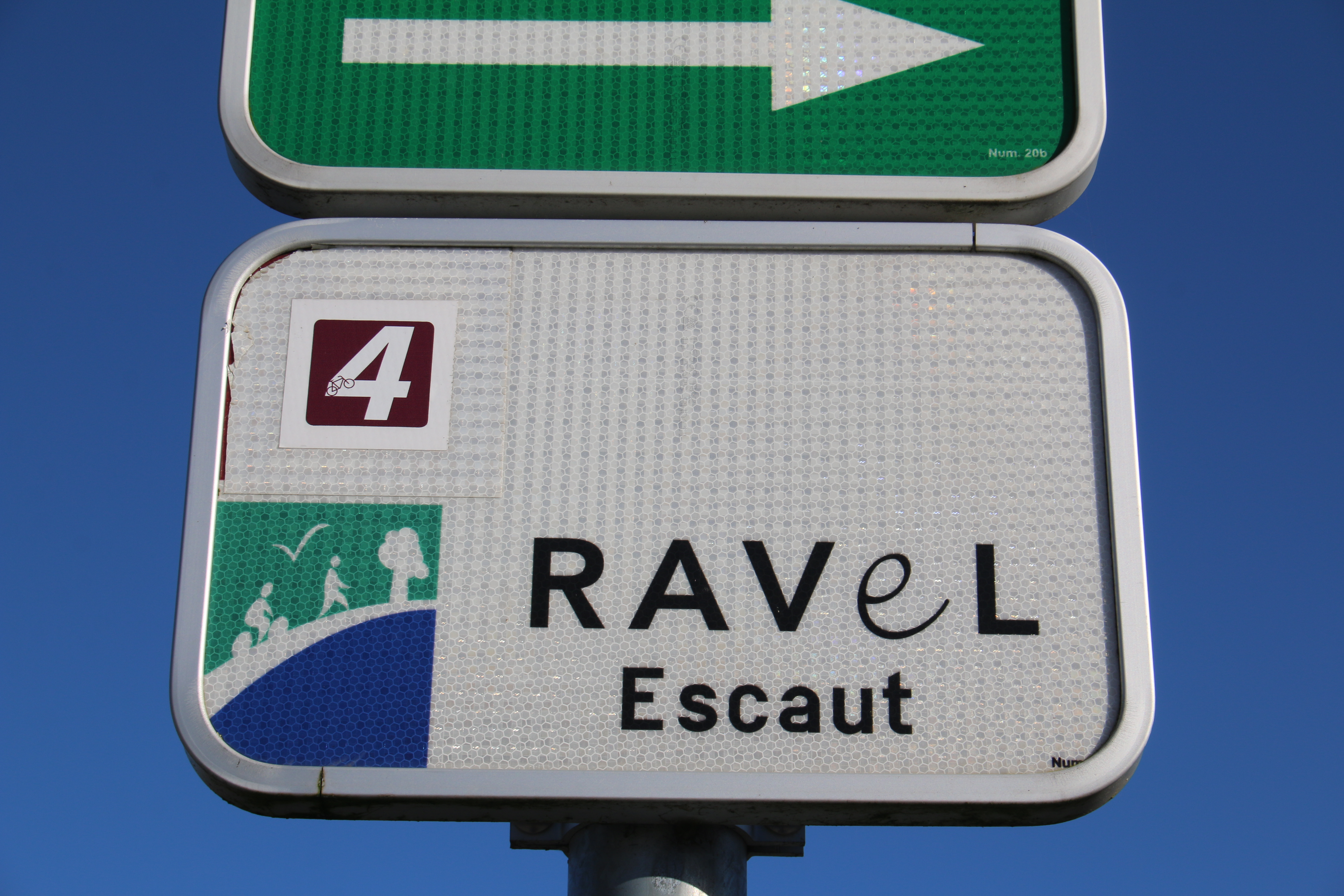
RAVeL in Doornik

RAVeL is de afkorting van Réseau Autonome de Voies Lentes. Het is een netwerk van openbare wegen, bedoeld voor langzaam verkeer in Wallonië. Het gaat om een welbepaald soort trage wegen, bestemd voor fietsers, wandelaars, skaters, ruiters enz. Het netwerk bestaat uit voormalige trein- en trambeddingen, jaagpaden langs grote rivieren en kanalen, fietspaden en verbindingswegen. Het Waals Gewest is wegbeheerder van het RAVeL-netwerk.
Het RAVeL-netwerk bestaat uit 45 lokale routes, 10 regionale routes en 4 internationale routes over het hele Waalse grondgebied.  De trajecten zijn gemarkeerd met eigen borden.

## Internationale routes
- EuroVelo 3, la Véloroute des Pélerins, 210 km van Aken naar Maubeuge in 7 etappes: Herve, Luik, Hoei, Namen, Charleroi, Thuin en Maubeuge.
- EuroVelo 5, Via Romea Francigena, 314 km van Roubaix naar Martelange in 9 etappes: Ronse, Geraardsbergen, Brussel, Waver, Namen, Dinant, Marche-en-Famenne, La Roche-en-Ardenne, Bastenaken en Martelange.
- EuroVelo 19, Maasfietsroute, 147 km van Givet naar Maastricht in 5 etappes: Dinant, Namen, Hoei, Luik en Maastricht.
- Vennbahn, van Aken naar Troisvierges, 122 km van Aken naar Troisvierges in 3 etappes: Monschau, Sankt Vith en Troisvierges.

## Regionale routes
- W1 Tussen Dender en Hauts-Pays, 71 km van Geraardsbergen naar Onnezies in 2 etappes: Belœil en Onnezies.
- W2 La Véloroute de la Bière, 177 km van Eigenbrakel naar Aken in 6 etappes: Waver, Geldenaken, Hannuit, Luik, Herve en Aken.
- W3 La Véloroute des Carnavals, 111 km van Tubeke naar Chimay in 3 etappes: La Louvière, Thuin en Chimay.
- W4 Canaux, Fleuves et Rivières, 188 km van Leers-Nord naar Anhée in 6 etappes: Doornik, Péruwelz, Bergen, La Louvière, Charleroi en Anhée.
- W5 D'une Vallée à l'autre, 91 km van Hoegaarden naar Givet in 3 etappes: Namen, Dinant en Givet.
- W6 Au Fil de l'Eau, 164 km van Chaudfontaine naar Erquelinnes in 5 etappes: Hoei, Namen, Charleroi, Thuin en Erquelinnes.
- W7 Sur la Route des Ardennes, 207 km van Lanaye naar Bouillon in 5 etappes: Luik, Durbuy, La Roche-en-Ardenne, Libramont en Bouillon.
- W9 La Véloroute Grandeur Nature, 157 km van Raeren naar Martelange in 5 etappes: Monschau, Sankt Vith, Gouvy, Bastenaken en Martelange.

## Lokale routes
45 routes, vaak over voormalige spoorlijnen met de nummers van de vroegere spoorlijnen.